# Bertschikon
Bertschikon (toponimo tedesco) è una frazione di 1 091 abitanti del comune svizzero di Wiesendangen, nel Canton Zurigo (distretto di Winterthur).

## Storia

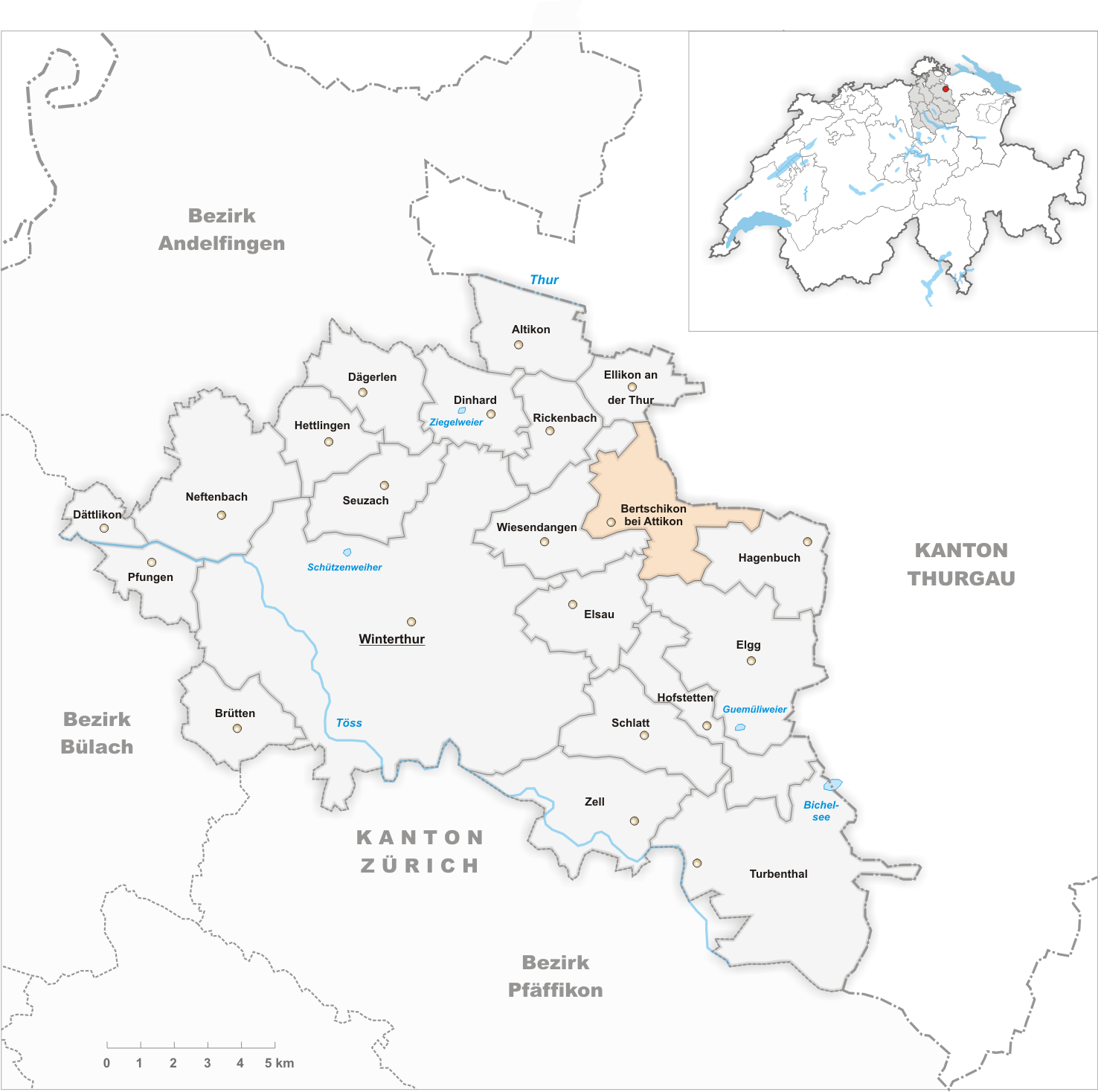
Il territorio del comune di Bertschikon prima degli accorpamenti comunali del 2014

Già comune autonomo che si estendeva per 9,64 km² e che comprendeva anche le frazioni di Gundetswil, Gündlikon, Kefikon, Liebensberg, Stegen e Zünikon, nel 2014 è stato accorpato al comune di Wiesendangen.

## Società

### Evoluzione demografica
L'evoluzione demografica è riportata nella seguente tabella:
Abitanti censiti

## Amministrazione
Ogni famiglia originaria del luogo fa parte del cosiddetto comune patriziale e ha la responsabilità della manutenzione di ogni bene ricadente all'interno dei confini del comune.